# Суд (фільм, 2014, Індія)
«Суд» (англ. Court) — індійський драматичний фільм, знятий дебютантом Чайтанья Тамгане. Світова прем'єра стрічки відбулась 4 вересня 2014 року в секції «Горизонти» Венеційського кінофестивалю, де вона отримала нагороди за найкращий фільм секції та «Лева майбутнього» імені Луїджі де Лаурентіса. Українська прем'єра відбулась 28 жовтня 2014 року на кінофестивалі «Молодість». Стрічка виграла вісімнадцять нагород на різних кінофестивалях, включаючи Мумбайський, Віденський, Антальський та Сінгапурський. У 2015 році «Суд» став найкращим фільмом 62-ї церемонії Національної кінопремії Індії.
Фільм був поданий Індією до нагородження премію «Оскар-2016» у номінації «найкращий фільм іноземною мовою».

## У ролях
- Уша Бане — Шарміла Павар
- Вівек Гомбер — Вінай Вора
- Гітанджалі Кулкарні — прокурор Нутан
- Прадіп Йосі — суддя Садаварте
- Віра Сатідар — Нараян Кембл
- Шеріш Павар — Субодх

## Визнання
| Нагороди та номінації фільму «Суд» | Нагороди та номінації фільму «Суд»                         | Нагороди та номінації фільму «Суд»                           | Нагороди та номінації фільму «Суд» | Нагороди та номінації фільму «Суд» | Нагороди та номінації фільму «Суд» |
| Рік                                | Нагорода                                                   | Категорія                                                    | Номінант                           | Результат                          |                                    |
| ---------------------------------- | ---------------------------------------------------------- | ------------------------------------------------------------ | ---------------------------------- | ---------------------------------- | ---------------------------------- |
| 2014                               | Венеційський кінофестиваль                                 | Нагорода імені Луїджі Де Лаурентіса                          | «Суд»                              | Перемога                           |                                    |
| 2014                               | Венеційський кінофестиваль                                 | Найкращий фільм («Горизонти»)                                | «Суд»                              | Перемога                           |                                    |
| 2014                               | Віденський міжнародний кінофестиваль                       | Приз ФІПРЕССІ                                                | «Суд»                              | Перемога                           |                                    |
| 2014                               | Сінгапурський міжнародний кінофестиваль                    | Найкращий азійський фільм                                    | «Суд»                              | Перемога                           |                                    |
| 2014                               | Сінгапурський міжнародний кінофестиваль                    | Найкращий режисер азійського фільм                           | Чайтанья Тамгане                   | Перемога                           |                                    |
| 2014                               | Мумбайський міжнародний кінофестиваль                      | Найкращий фільм                                              | «Суд»                              | Перемога                           |                                    |
| 2014                               | Мумбайський міжнародний кінофестиваль                      | Найкращий режисер                                            | Чайтанья Тамгане                   | Перемога                           |                                    |
| 2014                               | Київський міжнародний кінофестиваль «Молодість»            | Спеціальна згадка                                            | «Суд»                              | Перемога                           |                                    |
| 2014                               | Мінський міжнародний кінофестиваль                         | Меморіальна нагорода імені Віктора Турова за найкращий фільм | «Суд»                              | Перемога                           |                                    |
| 2014                               | Гонконзький міжнародний кінофестиваль                      | Приз новому таланту                                          | «Суд»                              | Перемога                           |                                    |
| 2015                               | Мюнхенський міжнародний кінофестиваль                      | Найкращий дебютний фільм                                     | «Суд»                              | Номінація                          |                                    |
| 2015                               | Міжнародний кінофестиваль в Сан-Франциско                  | Найкращий новий режисер                                      | Чайтанья Тамгане                   | Номінація                          |                                    |
| 2015                               | Національна кінопремія Індії                               | Найкращий фільм                                              | «Суд»                              | Перемога                           |                                    |
| 2015                               | Єрусалимський міжнародний кінофестиваль                    | Найкращий фільм                                              | «Суд»                              | Номінація                          |                                    |
| 2015                               | Гетеборзький міжнародний кінофестиваль                     | Найкращий дебютний фільм                                     | «Суд»                              | Номінація                          |                                    |
| 2015                               | Дублінська кіноспілка критиків                             | Найкращий дебютний фільм                                     | «Суд»                              | Перемога                           |                                    |
| 2015                               | Азійська кінопремія                                        | Найкращий сценарій                                           | Чайтанья Тамгане                   | Номінація                          |                                    |
| 2015                               | Міжнародний кінофестиваль незалежного кіно в Буенос-Айресі | Найкращий фільм                                              | «Суд»                              | Перемога                           |                                    |
| 2015                               | Міжнародний кінофестиваль незалежного кіно в Буенос-Айресі | Найкраща чоловіча роль                                       | Вівек Гомбер                       | Перемога                           |                                    |
| 2015                               | Міжнародний кінофестиваль незалежного кіно в Буенос-Айресі | Приз ФІПРЕССІ                                                | «Суд»                              | Перемога                           |                                    |
| 2015                               | Міжнародний кінофестиваль незалежного кіно в Буенос-Айресі | Нагорода SIGNIS                                              | «Суд»                              | Перемога                           |                                    |